# Saint-Clar
Saint-Clar (gaskonsko Sent Clar) je naselje in občina v južnem francoskem departmaju Gers regije Jug-Pireneji. Leta 2008 je naselje imelo 980 prebivalcev.

## Geografija
Naselje leži v pokrajini Gaskonji ob reki Arrats, 36 km severovzhodno od Aucha.

## Uprava
Saint-Clar je sedež istoimenskega kantona, v katerega so poleg njegove vključene še občine Avezan, Bivès, Cadeilhan, Castéron, Estramiac, Gaudonville, L'Isle-Bouzon, Magnas, Mauroux, Pessoulens, Saint-Créac, Saint-Léonard in Tournecoupe z 2.554 prebivalci.
Kanton Saint-Clar je sestavni del okrožja Condom.

## Zanimivosti
Naselbina je bila ustanovljena kot srednjeveška bastida v letu 1274.
- neogotska cerkev sv. Katarine iz 19. stoletja;